# Diskografija Swizz Beatza
Ovo je diskografija Swizz Beatza, Američkog hip hop producenta i repera.

## Studijski albumi

### Samostalni albumi
| Godina | Naziv                                             | Pozicija na top listi | Pozicija na top listi | Pozicija na top listi | Prodaja                 |
| Godina | Naziv                                             | U.S.                  | U.S. R&B              | U.S. Rap              | Prodaja                 |
| ------ | ------------------------------------------------- | --------------------- | --------------------- | --------------------- | ----------------------- |
| 2007.  | One Man Band Man - Objavljeno: 21. kolovoza 2007. | 7                     | 1                     | 1                     | - SAD prodaja: 300,000+ |
| 2011.  | Haute Living - Objavljeno: TBR                    | TBR                   | TBR                   | TBR                   |                         |

### Kompilacijski albumi
| Godina | Naziv                                                 | Pozicija na top listi | Pozicija na top listi |
| Godina | Naziv                                                 | U.S.                  | U.S. R&B              |
| ------ | ----------------------------------------------------- | --------------------- | --------------------- |
| 2002.  | G.H.E.T.T.O. Stories - Objavljeno: 10. prosinca 2002. | 50                    | 10                    |

## Glazbeni spotovi
| Godina | Naziv                        | Album                         | Režiser       | Izvođač                                                                  |
| ------ | ---------------------------- | ----------------------------- | ------------- | ------------------------------------------------------------------------ |
| 2002.  | "Guilty"                     | Presents G.H.E.T.T.O. Stories | N/A           | Swizz Beatz f/Bounty Killer                                              |
| 2002.  | "Bigger Business"            | Presents G.H.E.T.T.O. Stories | N/A           | Swizz Beatz f/Ron Isley, Diddy, Baby, Jadakiss, Snoop Dogg, Cassidy & TQ |
| 2007.  | “It's Me Bitches”            | One Man Band Man              | Benny Boom    | Swizz Beatz                                                              |
| 2007.  | "Money in the Bank/Top Down" | One Man Band Man              | Syndrome      | Swizz Beatz                                                              |
| 2008.  | "Candy Green"                | Sound of Color                | Tom Gatsoulis | Swizz Beatz                                                              |
| 2008.  | "Where the Cash At?"         | Life After the Party          | Parris        | Swizz Beatz                                                              |